# Maskengimpel

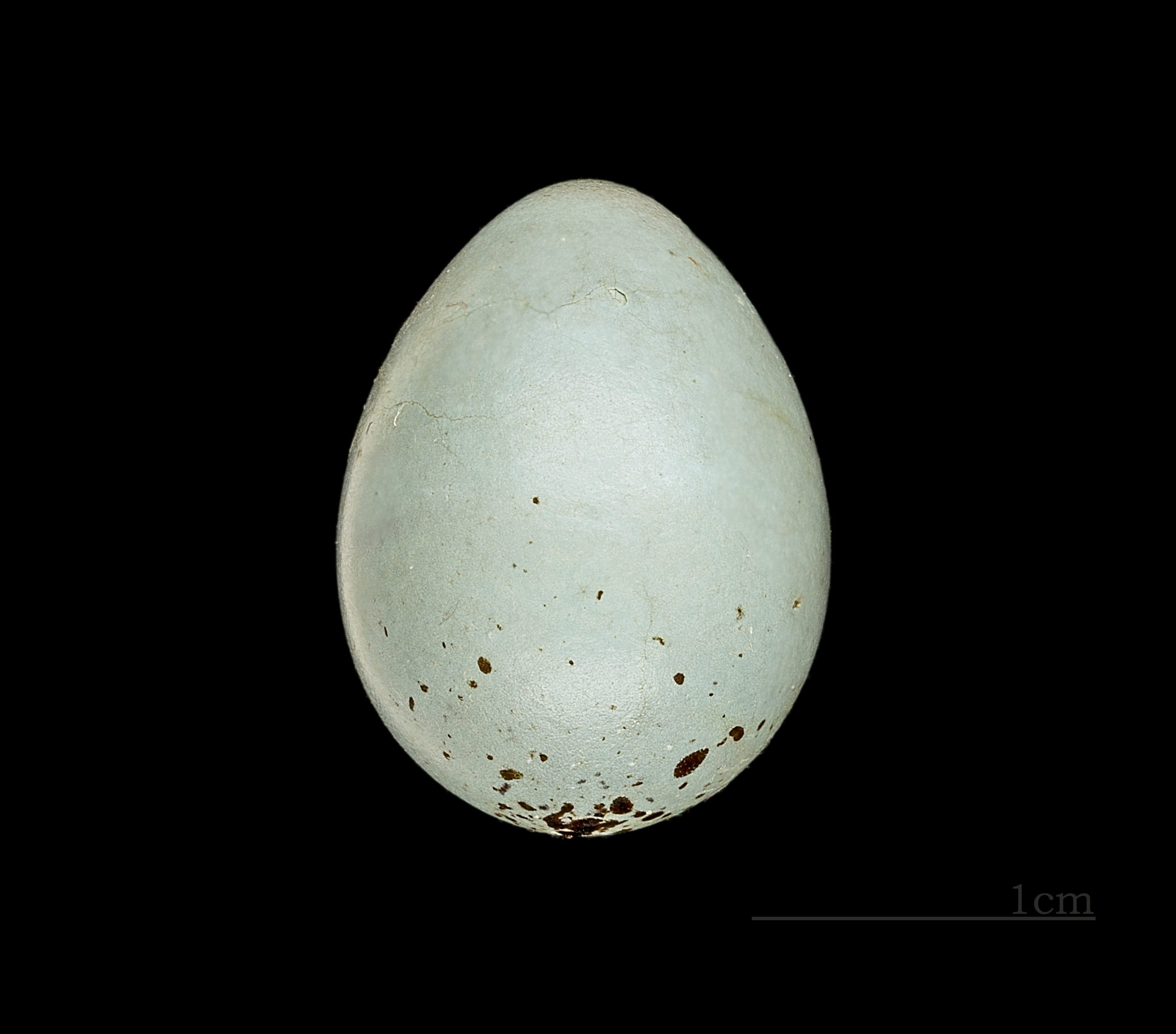
Ei eines Maskengimpels

Der Maskengimpel (Pyrrhula erythaca) ist eine Vogelart aus der Unterfamilie der Stieglitzartigen. Die Art kommt in drei Unterarten in Asien vor. Der Bestand der Art wird von der IUCN als nicht gefährdet eingestuft.

## Erscheinungsbild
Die Körperlänge des Maskengimpels variiert je nach Unterart zwischen 13 und 17 Zentimetern. Ein Geschlechtsdimorphismus besteht. Bei dem Weibchen fehlen die orangerot gefärbten Körperpartien.
Das Männchen ist auf der Körperoberseite graubraun. Der Kopf, Wangen, Nacken sowie die Kehle sind grau. Die Stirn, die Umgebung der Augen, die Zügel sowie das Kinn sind schwarz. Diese schwarze Gesichtsmaske ist gegenüber dem Oberkopf und dem Hals weiß abgegrenzt. Die Schwingen und der Schwanz sind schwarz und glänzen bläulich. Brust, Oberbauch und Flanken sind bei den Unterarten P. e. erythaca und P. e. wilderi orangerot. Bei der Unterart P. e. owstoni sind diese Körperpartien dagegen grau gefärbt. Der Unterbauch ist weiß. Auch der Bürzel sowie die Ober- und Unterschwanzdecken sind weiß. Der Schnabel ist schwarz glänzend, die Augen sind dunkelbraun.

## Lebensweise
Der Maskengimpel hat ein sehr großes Verbreitungsgebiet.  Er kommt vom Osten des Himalayas bis in den Norden Myanmars vor. Er besiedelt außerdem Yunnan im Südwesten Chinas. Das Verbreitungsgebiet der Unterart P. e. owstoni ist auf Taiwan beschränkt. Der Lebensraum sind Nadel- und Birkenwälder sowie Rhododendronbestände. Der Maskengimpel ist eine Art der Höhenlagen. Während des Sommerhalbjahrs kommt er in Höhenlagen ab 2.400 Metern vor und wird bis zur Vegetationsgrenze beobachtet. Während des Winterhalbjahrs sucht er niedrigere Höhenlagen auf.

## Fortpflanzung
Das Gelege besteht aus vier bis sechs Eiern. Die Schale der Eier ist blau mit dunklen Flecken und Kritzeln. Es brütet allein das Weibchen. Die Brutdauer beträgt 14 Tage. Die Jungvögel sind nach 18 bis 20 Tagen flügge. Maskengimpel ziehen sehr häufig zwei Bruten pro Jahr groß.

## Belege